# چمن‌زن
چمن‌زن (به انگلیسی: Mower)، شخصی یا ماشینی است که علف یا سایر گیاهانی را که روی زمین می‌رویند برش می‌دهد. معمولاً چمن‌زنی از درو متمایز می‌شود که از وسایل مشابه استفاده می‌کند، اما اصطلاح سنتی برای برداشت محصولات غلات است، به عنوان مثال با دروگرها و کمباین.